# Список епізодів мультсеріалу «Клуб Мікі Мауса»

Оригінальний логотип мультсеріалу.

Це повний перелік епізодів оригінального серіалу «Клуб Мікі Мауса» від «Playhouse Disney»/«Disney Junior». У першому сезоні звучить оригінальний текст пісні «Mousekedoer» (укр. Маусприлад). Новий текст пісні «Mousekedoer» 2—4 сезонів звучав у тематичмому парку «Disney-MGM Studios» до того, як він став «Disney's Hollywood Studios», а також звучав у «Playhouse Disney Live on Tour». На початку третього сезону «Disney» оголосили, що «Клуб Мікі Мауса» продовжено на четвертий сезон, який вийде на «Disney Junior» улітку 2012 року. Четвертий сезон містить 26 епізодів. У 2014 році Білл Фармер, актор, що озвучував Ґуфі та Плуто, повідомив, що запис діалогів для нових епізодів припинено, і серіал закінчився у 2016 році.

## Огляд серіалу
| Сезон | Епізоди | Епізоди | Оригінальний показ | Оригінальний показ | Оригінальний показ |
| Сезон | Епізоди | Епізоди | Перший показ       | Останній показ     | Мережа             |
| ----- | ------- | ------- | ------------------ | ------------------ | ------------------ |
| Пілот | Пілот   | Пілот   | 15 листопада 2005  | 15 листопада 2005  | N/A                |
| 1     | 27      | 27      | 5 травня 2006      | 27 липня 2007      | Playhouse Disney   |
| 2     | 40      | 40      | 26 січня 2008      | 20 лютого 2010     | Playhouse Disney   |
| 3     | 32      | 14      | 27 лютого 2010     | 3 січня 2011       | Playhouse Disney   |
| 3     | 32      | 18      | 14 лютого 2011     | 28 вересня 2012    | Disney Junior      |
| 4     | 26      | 26      | 5 листопада 2012   | 6 листопада 2016   | Disney Junior      |

## Епізоди

### Пілот (2005)
| № серії                                                            | Назва серії  | Оригінальна дата показу | Код серії |
| ------------------------------------------------------------------ | ------------ | ----------------------- | --------- |
| Пілот                                                              | «Space Suit» | 15 листопада 2005       | 001       |
| У пілотному епізоді серіалу Мікі та його друзі вдають астронавтів. |              |                         |           |

### Сезон 1 (2006—2007)
| № серії (загалом) | № серії (в сезоні) | Назва серії                                                                 | Режисер(и)                           | Сценарист(и)                                                    | Оригінальна дата показу                     | Код серії |
| --- | ------------------ | --------------------------------------------------------------------------- | ------------------------------------ | --------------------------------------------------------------- | ------------------------------------------- | --------- |
| 1 | 1                  | «Загублені вівці» (англ. Daisy Bo-Peep)                                     | Роб ЛаДука                           | Бобс Ґаннавей, Леслі Вальдес                                    | 5 травня 2006                               | 101       |
| У прем'єрному епізоді серіалу Дейзі шукає зниклі десять овець на ім'я Бо Піп, і тепер Мікі та його друзі мають допомогти їй їх знайти. |                    |                                                                             |                                      |                                                                 |                                             |           |
| 2 | 2                  | «Сюрприз для Мінні» (англ. A Surprise for Minnie)                           | Шері Поллак                          | Леслі Вальдес                                                   | 6 травня 2006                               | 102       |
| Мікі забуває, що сьогодні День святого Валентина, і йому потрібна допомога, щоб зробити та доставити валентинку своїй дівчині Мінні. |                    |                                                                             |                                      |                                                                 |                                             |           |
| 3 | 3                  | «Пташка Ґуфі» (англ. Goofy's Bird)                                          | Роб ЛаДука                           | Сюжет: Бобс Ґаннавей, Леслі Вальдес Телесценарій: Леслі Вальдес | 7 травня 2006                               | 103       |
| Новий «капелюх» Ґуфі — гніздо з яйцем. Коли з нього вилуплюється пташеня червоного птаха, Мікі та Ґуфі повинні віднести його додому до мами до лісу. |                    |                                                                             |                                      |                                                                 |                                             |           |
| 4 | 4                  | «Дональд та перегони на повітряних кулях» (англ. Donald's Big Balloon Race) | Шері Поллак                          | Сюжет: Леслі Вальдес Телесценарій: Кетрін Лювен                 | 13 травня 2006                              | 104       |
| Мікі та Дональд беруть участь у перегонах на повітряних кулях. Під час перегонів Мікі нагадує Дональду про те, що потрібно бути добрим спортсменом, коли з ними змагається Піт, щоб перетнути синю стрічку.                                                             |                    |                                                                             |                                      |                                                                 |                                             |           |
| 5 | 5                  | «Дональд та бобова стеблина» (англ. Donald and the Beanstalk)               | Шері Поллак                          | Сюжет: Леслі Вальдес Телесценарій: Кетрін Лювен                 | 20 травня 2006                              | 105       |
| Дональд помилково міняє велетневі Віллі свого улюбленця, курча Бу-Бу, на п'ять чарівних бобів. Але він нудьгує за своїм улюбленцем, тому Мікі, Плуто та Ґуфі йдуть з ним по бобовій стеблині, щоб дістати курча Бу-Бу, не розбудивши велетня Віллі.                     |                    |                                                                             |                                      |                                                                 |                                             |           |
| 6 | 6                  | «Мікі на риболовлі» (англ. Mickey Goes Fishing)                             | Роб ЛаДука                           | Сюжет: Леслі Вальдес Телесценарій: Ешлі Мендоса                 | 20 травня 2006                              | 106       |
| Ґуфі просить Мікі та Плуто подбати про його кота, містера Петтібоуна. Вони ведуть його на озеро Стар-Лейк, щоб упіймати велику червону липку рибу. |                    |                                                                             |                                      |                                                                 |                                             |           |
| 7 | 7                  | «Дональд — жаб'ячий принц» (англ. Donald the Frog Prince)                   | Роб ЛаДука                           | Ешлі Мендоса                                                    | 27 травня 2006                              | 107       |
| Дональд перетворюється на жабу, коли випиває нове зілля професора фон Дрейка, і єдиний спосіб зняти закляття — поцілунок принцеси Дейзі, яку тримають у далекій вежі.                                                                                                   |                    |                                                                             |                                      |                                                                 |                                             |           |
| 8 | 8                  | «День народження Мінні» (англ. Minnie's Birthday)                           | Шері Поллак                          | Сюжет: Леслі Вальдес, Кетрін Лювен Телесценарій: Кетрін Лювен   | 3 червня 2006                               | 108       |
| Сьогодні день народження Мінні, тому друзям Клубу потрібно організувати вечірку на честь її дня народження. |                    |                                                                             |                                      |                                                                 |                                             |           |
| 9 | 9                  | «Ґуфі на Марсі» (англ. Goofy on Mars)                                       | Шері Поллак, Гаві Паркінс            | Леслі Вальдес                                                   | 24 червня 2006                              | 109       |
| Ґуфі потрапляє в аварію на Марсі. Мікі та його друзям доведеться врятувати Ґуфа. |                    |                                                                             |                                      |                                                                 |                                             |           |
| 10 | 10                 | «Хованки з Мікі» (англ. Mickey-Go-Seek)                                     | Роб ЛаДука                           | Сюжет: Ешлі Мендоса Телесценарій: Леслі Вальдес                 | 8 липня 2006                                | 110       |
| Мікі грає в хованки з Дональдом. |                    |                                                                             |                                      |                                                                 |                                             |           |
| 11 | 11                 | «Танок Дейзі» (англ. Daisy's Dance)                                         | Роб ЛаДука                           | Сюжет: Ешлі Мендоса Телесценарій: Леслі Вальдес                 | 22 липня 2006                               | 111       |
| Мікі, Мінні, Ґуфі та Дональд допомагають Дейзі потрапити на шоу талантів, щоб виконати свій новий танок, але в Дейзі починається страх сцени. |                    |                                                                             |                                      |                                                                 |                                             |           |
| 12 | 12                 | «Плуто та м'яч» (англ. Pluto's Ball)                                        | Роб ЛаДука, Гаві Паркінс             | Сюжет: Леслі Вальдес Телесценарій: Ешлі Мендоса                 | 5 серпня 2006                               | 112       |
| Граючи в гру «лови м'яч» з новим супер-пупер стрибучим м'ячем Плуто, Ґуфі випадково губить його, і м'яч починає стрибати по всьому будинку, тому Мікі та його друзі повинні допомогти йому та Плуто спіймати м'яч, звісно ж, завдяки невеликій допомозі Мінні та Дейзі. |                    |                                                                             |                                      |                                                                 |                                             |           |
| 13 | 13                 | «В пошуках скарбу» (англ. Mickey's Treasure Hunt)                           | Роб ЛаДука, Гаві Паркінс             | Сюжет: Ешлі Мендоса Телесценарій: Крістофер Сіммонс             | 19 серпня 2006                              | 113       |
| Друзі Клубу вирушають на пошуки скарбів. |                    |                                                                             |                                      |                                                                 |                                             |           |
| 14 | 14                 | «Політ Дейзі» (англ. Daisy in the Sky)                                      | Шері Поллак                          | Сюжет: Леслі Вальдес Телесценарій: Джефф Боркін                 | 16 вересня 2006                             | 114       |
| Настав День повітряних кульок, тому професор фон Дрейк роздає повітряні кульки. Коли Дейзі бере їх для фотографії надто багато, її забирає разом з Мінні та Плуто повітряними кульками. Мікі, Ґуфі та Дональду доводиться рятувати їх.                                  |                    |                                                                             |                                      |                                                                 |                                             |           |
| 15 | 15                 | «Плуто — нянька» (англ. Pluto's Puppy-Sitting Adventure)                    | Шері Поллак                          | Сюжет: Леслі Вальдес Телесценарій: Крістофер Сіммонс            | 16 вересня 2006                             | 115       |
| Доки Клерабель роблять копитця, вона просить Мікі та Плуто посидіти з її цуценям Беллою, доручивши їм грати з нею в апорт, купати її, годувати і співати їй колискову. Але Плуто залишається осторонь, коли Мікі, Мінні та Дейзі так турбуються про Беллу.              |                    |                                                                             |                                      |                                                                 |                                             |           |
| 16 | 16                 | «Плуто — чемпіон» (англ. Pluto's Best)                                      | Шері Поллак, Гаві Паркінс            | Ешлі Мендоса                                                    | 22 вересня 2006                             | 116       |
| Плуто робить все можливе, змагаючись у собачих іграх з собакою Піта, Бутчем. Двоє собак грають у п'яти дисциплінах: жонглювання, перетягування каната, стрибки, собачі трюки та собачі веслування, щоб дізнатися, хто виграє Великий золотий кістковий трофей.          |                    |                                                                             |                                      |                                                                 |                                             |           |
| 17 | 17                 | «Хеллоуін» (англ. Mickey's Treat)                                           | Шері Поллак                          | Сюжет: Леслі Вальдес Телесценарій: Ешлі Мендоса                 | 28 жовтня 2006                              | 117       |
| Піт запрошує всіх, включаючи глядачів, на вечірку на честь Хеллоуіна у вежі «Солодощі або гидоти» до того, як настане повний місяць і ворота вежі зачиняться. |                    |                                                                             |                                      |                                                                 |                                             |           |
| 18 | 18                 | «Мінні Червона Шапочка» (англ. Minnie Red Riding Hood)                      | Роб ЛаДука                           | Сюжет: Леслі Вальдес Телесценарій: Роузмері Контрерас           | 4 листопада 2006                            | 118       |
| Ґуфі застуджується під час походу. Мінні планує принести Ґуфі трохи свого «супу Мінні-строні», щоб він міг почуватися краще в поході. |                    |                                                                             |                                      |                                                                 |                                             |           |
| 19 | 19                 | «Спляча красуня» (англ. Sleeping Minnie)                                    | Роб ЛаДука                           | Ешлі Мендоса                                                    | 17 листопада 2006                           | 119       |
| Мінні випадково зірвала одну зі сплячих троянд Клерабель і міцно заснула, перетворившись на Сплячу красуню. Так що Мікі, Ґуфі, Дейзі та Дональд повинні отримати золоту арфу і зруйнувати чари, інакше Мінні не прокинеться протягом століття.                          |                    |                                                                             |                                      |                                                                 |                                             |           |
| 20 | 20                 | «Мікі рятує Санту» (англ. Mickey Saves Santa)                               | Роб ЛаДука                           | Леслі Вальдес                                                   | 14 листопада 2006 (DVD) 16 грудня 2006 (ТБ) | 120       |
| Коли Санта-Клаус розбиває свої сани на горі Містлтоу, Мікі та Дональд разом із місіс Клаус кидаються рятувати його, тим самим рятуючи Різдво. |                    |                                                                             |                                      |                                                                 |                                             |           |
| 21 | 21                 | «Ґуфі — фокусник» (англ. Goofy the Great)                                   | Роб ЛаДука                           | Ешлі Мендоса                                                    | 13 січня 2007                               | 121       |
| Ґуфі готується виступити на великому магічному шоу, але його трюки зламалися і він не може згадати магічні слова. |                    |                                                                             |                                      |                                                                 |                                             |           |
| 22 | 22                 | «Зниклі кольори» (англ. Mickey's Color Adventure)                           | Шері Поллак, Віктор Кук              | Сюжет: Ешлі Мендоса, Бобс Ґаннавей Телесценарій: Ешлі Мендоса   | 13 січня 2007                               | 122       |
| Клуб втратив усі свої кольори та став чорно-білим! Мікі та його друзі мають зібрати предмети шести кольорів веселки, щоб заправити Веселкову Колірну Машину Клубу, якою володіє професор фон Дрейк, і повернути кольори.                                                |                    |                                                                             |                                      |                                                                 |                                             |           |
| 23 | 23                 | «Зоопарк Ґуфі» (англ. Goofy's Petting Zoo)                                  | Роб ЛаДука                           | Сюжет: Леслі Вальдес, Ешлі Мендоса Телесценарій: Джефф Боркін   | 2 лютого 2007                               | 123       |
| Тварини (вісім корів, десять свиней і слоненя) втікають із зоопарку, поки доглядач зоопарку Ґуфі дрімає. Тож, Мікі, Мінні, Дейзі та Дональду доведеться врятувати зниклих тварин.                                                                                       |                    |                                                                             |                                      |                                                                 |                                             |           |
| 24 | 24                 | «Велике Клубне полювання Мікі» (англ. Mickey's Great Clubhouse Hunt)        | Роб ЛаДука, Гаві Паркінс, Віктор Кук | Ешлі Мендоса                                                    | 20 березня 2007                             | 124       |
| Піт засмучений, що його не запросили на великоднє полювання на яйця, але коли він промовляє неправильні магічні слова, секції Клубу розлітаються в різні боки. Тепер Мікі та його друзі мають повернути їх.                                                             |                    |                                                                             |                                      |                                                                 |                                             |           |
| 25 | 25                 | «Лікар Дейзі» (англ. Doctor Daisy, M.D.)                                    | Шері Поллак, Віктор Кук              | Сюжет: Леслі Вальдес, Джефф Боркін Телесценарій: Джефф Боркін   | 11 травня 2007                              | 125       |
| Удавальниця лікар Дейзі лікує уявні хвороби своїх пацієнтів в надії отримати свою наклейку «Лікар-удавальник». |                    |                                                                             |                                      |                                                                 |                                             |           |
| 26 | 26                 | «Дональд та загублений лев» (англ. Donald's Lost Lion)                      | Шері Поллак                          | Ешлі Мендоса                                                    | 12 травня 2007                              | 126       |
| Дональд втратив свого іграшкового лева Спаркі і не може заснути без нього, тому друзі з Клубу допомагають його шукати. |                    |                                                                             |                                      |                                                                 |                                             |           |
| 27 | 27                 | «Гикавка Дональда» (англ. Donald's Hiccups)                                 | Шері Поллак, Віктор Кук              | Леслі Вальдес                                                   | 20 березня 2007 (DVD) 27 липня 2007 (ТБ)    | 127       |
| Співаки Клубу збираються з'явитися на телешоу Клерабель, виконуючи Марш Мікі Мауса, коли гикавка Дональда стане заразною! Так що Мікі та решта мають налякати їх, особливо Дональдову непереборну гикавку, до початку шоу.                                              |                    |                                                                             |                                      |                                                                 |                                             |           |

### Сезон 2 (2008—2010)
| № серії (загалом) | № серії (в сезоні) | Назва серії                                                             | Режисер(и)                   | Сценарист(и)                                  | Оригінальна дата показу                               | Код серії |
| --- | ------------------ | ----------------------------------------------------------------------- | ---------------------------- | --------------------------------------------- | ----------------------------------------------------- | --------- |
| 28 | 1                  | «Танцюрист Ґуфі» (англ. Fancy Dancin' Goofy)                            | Донован Кук, Віктор Кук      | Келлі Ворд Додатковий діалог: Ешлі Мендоса    | 26 січня 2008                                         | 201       |
| Ґуфі та Клерабель збираються разом на танцювальний вечір у Клубі, але Ґуфі ще потрібно підготуватися. |                    |                                                                         |                              |                                               |                                                       |           |
| 29 | 2                  | «Ґуфі — будівельник» (англ. Goofy the Homemaker)                        | Донован Кук, Віктор Кук      | Марк Зайденберґ                               | 26 січня 2008                                         | 202       |
| Ґуфі планує побудувати шпаківню для червоних птахів поряд із Клубом. |                    |                                                                         |                              |                                               |                                                       |           |
| 30 | 3                  | «Спритні рученята» (англ. Mickey's Handy Helpers)                       | Шері Поллак                  | Марк Зайденберґ                               | 27 січня 2008                                         | 203       |
| Спритні рученята Клубу не працюють як слід. Усі друзі Клубу намагаються з'ясувати, що з ними сталося. Виявилось, що писклявий м'яч Плуто застряг у Розумній машині. Коли вони його дістають, спритні рученята знову працюють та готують вечерю. |                    |                                                                         |                              |                                               |                                                       |           |
| 31 | 4                  | «Малюк Ґуфі» (англ. Goofy Baby)                                         | Шері Поллак                  | Ешлі Мендоса                                  | 27 січня 2008                                         | 204       |
| Ґуфі випадково перетворився на малюка завдяки машині часу професора Фон Дрейка. Тому Мікі, Мінні, Плуто, Дейзі та Дональду доводиться повернути його у нормальний стан. |                    |                                                                         |                              |                                               |                                                       |           |
| 32 | 5                  | «Ґуфі на змаганнях» (англ. Goofy in Training)                           | Донован Кук, Віктор Кук      | Сюжет: Ніколь Дюбюк Телесценарій: Дон Джілліс | 23 лютого 2008                                        | 206       |
| Goofy is practicing for the Mickey Mouse Obstacle Course in hopes of winning a medal. |                    |                                                                         |                              |                                               |                                                       |           |
| 33 | 6                  | «Пікнік Мінні» (англ. Minnie's Picnic)                                  | Шері Поллак                  | Келлі Ворд                                    | 9 лютого 2008                                         | 205       |
| Minnie organizes a picnic, inviting all their friends to come to celebrate the grand opening of the Mickey Park Picnic Grounds. |                    |                                                                         |                              |                                               |                                                       |           |
| 34 | 7                  | «Капелюх Ґуфі» (англ. Goofy's Hat)                                      | Донован Кук, Віктор Кук      | Кевін Д. Кемпбелл                             | 15 березня 2008                                       | 208       |
| Today is the Clubhouse's "Picture Day," where all of the Clubhouse friends get their picture taken. But it seems that Goofy is too disappointed to take his picture because he lost his hat. It's up to the Clubhouse friends to get it back for him. |                    |                                                                         |                              |                                               |                                                       |           |
| 35 | 8                  | «Концерт Мікі з оркестром» (англ. Mickey's Big Band Concert)            | Донован Кук, Віктор Кук      | Дон Джілліс                                   | 1 березня 2008                                        | 207       |
| Mickey and his friends practice their band's music for the Mickey Park Polka-Palooza Dance Festival where the elephants will dance the Pachyderm Polka (The Sensational Six: Mickey on ukulele, Donald on tuba, Minnie on piano, Daisy on xylophone, Goofy on trombone and Pluto on metronome), but their instruments need to be repaired (Minnie's piano has the wrong pitch, Goofy's trombone slide is stuck, Daisy's xylophone is falling apart, Mickey's ukulele strings are out of tune and Donald's sheet music keep blowing away), Pluto's metronome is okay. |                    |                                                                         |                              |                                               |                                                       |           |
| 36 | 9                  | «Посилка для Дональда» (англ. Donald's Special Delivery)                | Шері Поллак                  | Браян Свенлін                                 | 12 квітня 2008                                        | 209       |
| The Clubhouse mail has arrived for all of the Clubhouse friends except Donald. It's up to the Clubhouse friends to make Donald feel better. |                    |                                                                         |                              |                                               |                                                       |           |
| 37 | 10                 | «Клубне свято Клерабель» (англ. Clarabelle's Clubhouse Carnival)        | Шері Поллак                  | Дон Джілліс                                   | 10 травня 2008                                        | 210       |
| With Mickey and his friends' help, Clarabelle sets up a carnival at the Clubhouse grounds. The reason for it is her need to feed the chickens a lot of corn. |                    |                                                                         |                              |                                               |                                                       |           |
| 38 | 11                 | «Мікі та Мінні на сафарі» (англ. Mickey and Minnie's Jungle Safari)     | Донован Кук                  | Кевін Д. Кемпбелл                             | 21 червня 2008                                        | 211       |
| Minnie wants to have a picture of a hula hibiscus to complete her flower picture collection, but she has only one day to get it when it is in full bloom. She will need help from all of her Clubhouse friends to get to where the flower is located. |                    |                                                                         |                              |                                               |                                                       |           |
| 39 | 12                 | «Табір Мікі» (англ. Mickey's Camp-Out)                                  | Шері Поллак, Броні Лікоманов | Кевін Д. Кемпбелл                             | 12 липня 2008                                         | 212       |
| Mickey and his friends have a "Big Clubhouse Camp Out." They are trying to earn a Clubhouse Camp Out Badge for each one of them by doing two tasks at a campsite. |                    |                                                                         |                              |                                               |                                                       |           |
| 40 | 13                 | «Домашня тварина Дейзі» (англ. Daisy's Pet Project)                     | Донован Кук                  | Ешлі Мендоса                                  | 19 квітня 2008                                        | 213       |
| Daisy has trouble finding a pet for the Pet Parade. She must find a pet before the Pet Parade starts. She gets three pets, an elephant named Bubbles, a giraffe named Longfellow and a bunny named Captain Jumps-a-Lot. |                    |                                                                         |                              |                                               |                                                       |           |
| 41 | 14                 | «Великий клопіт» (англ. Mickey's Big Job)                               | Донован Кук                  | Дон Джілліс                                   | 23 серпня 2008                                        | 214       |
| The clubhouse friends help Mickey take care of Willie the Giant's farm while he's away to visit his mother. |                    |                                                                         |                              |                                               |                                                       |           |
| 42 | 15                 | «Полювання на цифри» (англ. Mickey's Round-Up)                          | Шері Поллак                  | Марк Зайденберґ                               | 9 серпня 2008                                         | 215       |
| Professor Von Drake's package of wild/out of control numbers has arrived at the Clubhouse. However, they are accidentally let out, and it is up to Mickey and his friends to don cowboy/cowgirl clothes and gear and round them all up to Mickey Corral on the grounds before the Professor returns from an errand. |                    |                                                                         |                              |                                               |                                                       |           |
| 43 | 16                 | «Пінна ванна Плуто» (англ. Pluto's Bubble Bath)                         | Донован Кук                  | Кевін Д. Кемпбелл                             | 6 вересня 2008                                        | 216       |
| Clarabelle and Bella are coming over for tea and biscuits and dog biscuits party when Pluto gets all dirty and needs a bubble bath. But when Pluto's bubble bath gets out of hand, Mickey and Pluto each get stuck inside a giant bubble and float away from the clubhouse. |                    |                                                                         |                              |                                               |                                                       |           |
| 44 | 17                 | «Виставка Мікі» (англ. Mickey's Art Show)                               | Шері Поллак, Броні Лікоманов | Дон Джілліс                                   | 28 червня 2008                                        | 217       |
| Goofy learns to sculpt, paint and draw so he can compete in an arts and crafts show sponsored by Mickey Mouse. |                    |                                                                         |                              |                                               |                                                       |           |
| 45 | 18                 | «Дурна проблема Мікі» (англ. Mickey's Silly Problem)                    | Донован Кук                  | Марк Зайденберґ                               | 11 жовтня 2008                                        | 218       |
| The clubhouse's "silly switch" gets stuck on silly and makes everyone act in comical ways, such as Mickey speaking in rhymes and Pluto making every animal sound except barking (such as meowing like a cat and mooing like a cow). They have to bring the clubhouse back to normal. |                    |                                                                         |                              |                                               |                                                       |           |
| 46 | 19                 | «День подяки у Мікі» (англ. Mickey's Thanks a Bunch Day)                | Броні Лікоманов              | Марк Зайденберґ                               | 8 листопада 2008                                      | 219       |
| Minnie uses a growth spray in her garden to help her fruits and vegetables grow in time to be picked for Thanks-A-Bunch Day, but it turns them all into gigantic creations. |                    |                                                                         |                              |                                               |                                                       |           |
| 47 | 20                 | «Таємний агент Дейзі» (англ. Secret Spy Daisy)                          | Броні Лікоманов, Шері Поллак | Ешлі Мендоса                                  | 17 листопада 2008                                     | 220       |
| Daisy protects Clarabelle's secret recipe for cookies from Pete. |                    |                                                                         |                              |                                               |                                                       |           |
| 48 | 21                 | «Плуто йде на поміч» (англ. Pluto to the Rescue)                        | Донован Кук                  | Ешлі Мендоса                                  | 13 грудня 2008                                        | 221       |
| Pluto comes to the rescue when Goofy and Donald build a snowman so big, they can't climb around it or over it. |                    |                                                                         |                              |                                               |                                                       |           |
| 49 | 22                 | «Сер Ґуфі-Лот» (англ. Sir Goofs-a-Lot)                                  | Донован Кук                  | Дон Джілліс                                   | 10 січня 2009                                         | 222       |
| Goofy wants to be knighted by Queen Clarabelle, so he proves his bravery by going on a quest to retrieve three items. |                    |                                                                         |                              |                                               |                                                       |           |
| 50 | 23                 | «Мінні розгадує загадку» (англ. Minnie's Mystery)                       | Шері Поллак                  | Ешлі Мендоса                                  | 2 вересня 2008 (DVD) 24 січня 2009 (ТБ)               | 223       |
| Minnie attempts to find out who took her fresh-baked muffins from the clubhouse. |                    |                                                                         |                              |                                               |                                                       |           |
| 51 | 24                 | «Комета Мікі» (англ. Mickey's Comet)                                    | Шері Поллак                  | Дон Джілліс                                   | 7 лютого 2009                                         | 224       |
| Everyone wants to view Mickey's Comet, but first they have to find Professor Von Drake and his telescope. |                    |                                                                         |                              |                                               |                                                       |           |
| 52 | 25                 | «Клубний мууу-зикл Клерабель» (англ. Clarabelle's Clubhouse Mooo-sical) | Броні Лікоманов              | Марк Зайденберґ                               | 21 лютого 2009                                        | 225       |
| Clarabelle stages a musical about nursery rhymes starring chickens from the petting zoo, but they practice so much, they have laryngitis. So Mickey and his friends replace the chickens while they need rest. |                    |                                                                         |                              |                                               |                                                       |           |
| 53 | 26                 | «Веселка Мінні» (англ. Minnie's Rainbow)                                | Броні Лікоманов              | Кевін Д. Кемпбелл                             | 7 березня 2009                                        | 226       |
| Minnie searches for a pot of gold and meets a leprechaun after a rainbow appears over the clubhouse. |                    |                                                                         |                              |                                               |                                                       |           |
| 54 | 27                 | «Космічний капітан Дональд» (англ. Space Captain Donald)                | Донован Кук                  | Кевін Д. Кемпбелл                             | 14 березня 2009                                       | 227       |
| Donald leads the gang on a mission to the Moon to retrieve Pluto's bouncy ball. |                    |                                                                         |                              |                                               |                                                       |           |
| 55 | 28                 | «Команда дружби» (англ. The Friendship Team)                            | Донован Кук                  | Ешлі Мендоса                                  | 4 квітня 2009                                         | 228       |
| Detective Minnie and Secret Spy Daisy need your help to search for missing party hats for the clubhouse's Friendship Day celebration. |                    |                                                                         |                              |                                               |                                                       |           |
| 56 | 29                 | «Послання Мікі з Марса» (англ. Mickey's Message from Mars)              | Донован Кук                  | Дон Джілліс                                   | 2 травня 2009                                         | 229       |
| Mickey, Pluto, Goofy, and Daisy fly up to Mars and help Martian Mickey find a secret treasure. |                    |                                                                         |                              |                                               |                                                       |           |
| 57 | 30                 | «Гавайське свято Піта» (англ. Pete's Beach Blanket Luau)                | Донован Кук                  | Дон Джілліс                                   | 5 травня 2009 (DVD) 20 червня 2009 (ТБ)               | 230       |
| Pete invites the viewer and the Clubhouse friends to a beach party luau to cool off on the hottest day of the year. |                    |                                                                         |                              |                                               |                                                       |           |
| 58 | 31                 | «Дональдові качки» (англ. Donald's Ducks)                               | Броні Лікоманов              | Ешлі Мендоса                                  | 5 травня 2009 (DVD) 12 вересня 2009 (ТБ)              | 231       |
| Donald helps a group of ducks get to a warm beach for their winter retreat. Note: This was the final episode to be released during Wayne Allwine's lifetime. However, there were many episodes of him released after his death. |                    |                                                                         |                              |                                               |                                                       |           |
| 59 | 32                 | «Кокоснута макака Ґуфі» (англ. Goofy's Coconutty Monkey)                | Броні Лікоманов              | Кевін Д. Кемпбелл                             | 5 жовтня 2009                                         | 232       |
| When Goofy's friend Coco the Monkey can't find any coconuts for her "coconutty party," Goofy, the Clubhouse Gang take a trip into the jungle in search of coconuts. |                    |                                                                         |                              |                                               |                                                       |           |
| 60 | 33                 | «Залізниця Мікі» (англ. Choo-Choo Express)                              | Донован Кук                  | Марк Зайденберґ                               | 25 жовтня 2009                                        | 233       |
| The Clubhouse Gang build a train, so they can carry the Professor's non-melting snow to the Clubhouse. Note: This episode was dedicated "in loving memory" to Wayne Allwine, who had voiced Mickey Mouse since 1977, as he died on May 18, 2009. |                    |                                                                         |                              |                                               |                                                       |           |
| 61 | 34                 | «Бджолина історія Мінні» (англ. Minnie's Bee Story)                     | Донован Кук                  | Кевін Д. Кемпбелл                             | 1 серпня 2009                                         | 234       |
| Mickey and his friends help Minnie's friend, Buzz-Buzz the Bee, find his way back home after a strong wind blows him off a sunflower, especially after Donald swats him. |                    |                                                                         |                              |                                               |                                                       |           |
| 62 | 35                 | «Приятель Плуто» (англ. Pluto's Playmate)                               | Броні Лікоманов              | Ешлі Мендоса                                  | 29 серпня 2009                                        | 235       |
| Mickey and his friends help Salty the Seal do tricks for the circus. |                    |                                                                         |                              |                                               |                                                       |           |
| 63 | 36                 | «Мікі і зачароване яйце» (англ. Mickey and the Enchanted Egg)           | Шері Поллак, Броні Лікоманов | Ешлі Мендоса                                  | 14 листопада 2009                                     | 236       |
| Mickey finds an egg that hatches a baby dragon and he, Donald, and Goofy try to return the dragon to its home and prove to Wizard Pete that he did not steal it. |                    |                                                                         |                              |                                               |                                                       |           |
| 64 | 37                 | «Пригода з Ґуфі» (англ. Goofy Goes Goofy)                               | Шері Поллак, Броні Лікоманов | Марк Зайденберґ                               | 21 листопада 2009                                     | 237       |
| Goofy gets cloned after Professor Von Drake's new experimental Gooey-Goo splashes onto him. Mickey and his friends must take care of the clones until the effect wears off and all the Goofys will go back into 1. |                    |                                                                         |                              |                                               |                                                       |           |
| 65 | 38                 | «Mickey's Adventures in Wonderland»                                     | Донован Кук                  | Ешлі Мендоса                                  | 8 вересня 2009 (DVD) 12 грудня 2009 (ТБ)              | 238       |
| Зозуля, подарунок на день народження Дейзі, вилітає з годинника, тому Мікі та Дональд вирушають у творчу пригоду в стилі «Аліси в Країні Чудес», щоб її повернути. |                    |                                                                         |                              |                                               |                                                       |           |
| 66 | 39                 | «Goofy's Super Wish»                                                    | Броні Лікоманов              | Кевін Д. Кемпбелл                             | 9 січня 2010                                          | 239       |
| Goofy trains to be a superhero and uses his skills after Clarabelle's moo-muffin maker breaks. |                    |                                                                         |                              |                                               |                                                       |           |
| 67 | 40                 | «Великий сюрприз Мікі» (англ. Mickey's Big Surprise)                    | Донован Кук                  | Марк Зайденберґ                               | лютий 2009 (Playhouse Disney.com) 20 лютого 2010 (ТБ) | 240       |
| A fireworks display, as it's presented to you by Mickey. But first, five puzzles need to be solved. |                    |                                                                         |                              |                                               |                                                       |           |

### Сезон 3 (2010—2012)
Це останній сезон, у якому Вейн Оллвайн озвучує Мікі Мауса.
| № серії (загалом) | № серії (в сезоні) | Назва серії                                                             | Режисер(и)   | Сценарист(и)                                    | Розкадровник(и)                                                  | Оригінальна дата показу                     | Код серії |
| --- | ------------------ | ----------------------------------------------------------------------- | ------------ | ----------------------------------------------- | ---------------------------------------------------------------- | ------------------------------------------- | --------- |
| 68 | 1                  | «Ґуфбот Ґуфі» (англ. Goofy's Goofbot)                                   | Donovan Cook | Ashley Mendoza                                  | Tony Craig, Rossen Varbanov                                      | 27 лютого 2010                              | 310       |
| On "Build-Your-Own-Toy Day" Goofy builds a stronger, smarter robot that looks just like himself. Goofy named his robot Goofbot. And the Clubhouse friends need to help Goofy finish building Goofbot in time for the Fair. |                    |                                                                         |              |                                                 |                                                                  |                                             |           |
| 69 | 2                  | «Весняний сюрприз Мікі» (англ. Mickey's Springtime Surprise)            | Donovan Cook | Ashley Mendoza                                  | Dave Bennett, Dave Williams                                      | 27 березня 2010                             | 328       |
| Mickey and Minnie organize an egg hunt to celebrate the first day of spring. |                    |                                                                         |              |                                                 |                                                                  |                                             |           |
| 70 | 3                  | «Супер-задачі для Супер-Ґуфа» (англ. Super Goof's Super Puzzle)         | Howy Parkins | Kevin D. Campbell                               | Kelly James, Steve Loter                                         | 10 квітня 2010                              | 322       |
| Goofy turns into his alter ego Super Goof to help his friends solve Puzzler Pete's challenging puzzles. |                    |                                                                         |              |                                                 |                                                                  |                                             |           |
| 71 | 4                  | «Дональд із пустелі» (англ. Donald of the Desert)                       | Donovan Cook | Kevin D. Campbell                               | Bob Foster, Roy Meurin                                           | 8 травня 2010                               | 306       |
| Donald discovers a magic lamp when he travels to a desert to get sand for the clubhouse sandbox. |                    |                                                                         |              |                                                 |                                                                  |                                             |           |
| 72 | 5                  | «З Днем народження, Помічник» (англ. Happy Birthday Toodles)            | Howy Parkins | Don Gillies                                     | Dave Bennett, Dave Williams                                      | 22 травня 2010                              | 313       |
| Mickey and his friends plan a surprise birthday party for Toodles. Note: This is the first episode where Toodles has a face and is voiced by Rob Paulsen. |                    |                                                                         |              |                                                 |                                                                  |                                             |           |
| 73 | 6                  | «Магічна плутанина Ґуфі» (англ. Goofy's Magical Mix-Up)                 | Howy Parkins | Don Gillies                                     | Bob Foster, Roy Meurin                                           | 19 червня 2010                              | 301       |
| Goofy's magic trick accidentally makes Pluto's doghouse disappear from the clubhouse and Mickey and his friends must find a way to bring it back. |                    |                                                                         |              |                                                 |                                                                  |                                             |           |
| 74 | 7                  | «Плуто морочиться з динозавром» (англ. Pluto's Dinosaur Romp)           | Donovan Cook | Kevin D. Campbell                               | Kelly James, Steve Loter                                         | 3 липня 2010                                | 307       |
| When Pluto's bouncy ball bounces into Professor Von Drake's time machine, a baby dinosaur travels through time to the clubhouse as it bounces out and Mickey and his friends try to return it to its prehistoric home. |                    |                                                                         |              |                                                 |                                                                  |                                             |           |
| 75 | 8                  | «Піжамна вечірка Мінні» (англ. Minnie's Pajama Party)                   | Donovan Cook | Ashley Mendoza                                  | Larry Leker, Chris Otsuki                                        | 9 лютого 2010 (DVD) 7 серпня 2010 (ТБ)      | 304       |
| Minnie hosts a pajama party. |                    |                                                                         |              |                                                 |                                                                  |                                             |           |
| 76 | 9                  | «Ралі» (англ. Road Rally)                                               | Howy Parkins | Mark Seidenberg                                 | Dave Bennett, Bob Foster, Kelly James, Roy Meurin, Dave Williams | 7 вересня 2010                              | 332–333   |
| Mickey and his friends participate in a road rally that takes them across sandy deserts, over snow-covered mountains and through lush jungles. Along the way, they look for Mickey Markers, with the help of Goofy in the brand new Rescue Truck. But Toodles feels the Clubhouse friends don’t need his help anymore due to the Rescue Truck, they feel bad and sing him a song saying they will never have a better friend than him. Note: This extended-length episode was released to DVD the same day it aired. |                    |                                                                         |              |                                                 |                                                                  |                                             |           |
| 77 | 10                 | «Дональд — джин» (англ. Donald the Genie)                               | Howy Parkins | Kevin D. Campbell                               | Bob Foster, Roy Meurin                                           | 18 жовтня 2010                              | 310       |
| Donald becomes a magical genie who is able to grant each friend one wish. |                    |                                                                         |              |                                                 |                                                                  |                                             |           |
| 78 | 11                 | «Коник Дейзі» (англ. Daisy's Grasshopper)                               | Donovan Cook | Kevin D. Campbell                               | Dave Bennett, Dave Williams                                      | 8 листопада 2010                            | 302       |
| Daisy searches for her new friend, Wilbur the Grasshopper. Guest stars: Wilbur the Grasshopper, Pete, Kangaroo and Ludwig Von Drake |                    |                                                                         |              |                                                 |                                                                  |                                             |           |
| 79 | 12                 | «Мікі Маускультура» (англ. Mickey's Mousekersize)                       | Donovan Cook | Mark Seidenberg                                 | Tony Craig, Hank Tucker                                          | 22 листопада 2010                           | 319       |
| After Pete becomes exhausted playing basketball, Mickey and his friends teaches him the importance of exercising. Note: This episode spawned a spin-off miniseries with ten 3-minute-long episodes that were aired on Disney Junior as interstitial programming. |                    |                                                                         |              |                                                 |                                                                  |                                             |           |
| 80 | 13                 | «Мікі влаштовує парад малюків» (англ. Mickey's Little Parade)           | Howy Parkins | Don Gillies                                     | Larry Leker, Chris Otsuki                                        | 20 грудня 2010                              | 308       |
| Mickey and his friends search for three wind-up toy musicians after they run about due to being wound too tight just before a parade appearance. |                    |                                                                         |              |                                                 |                                                                  |                                             |           |
| 81 | 14                 | «Маус-календар Мінні» (англ. Minnie's Mouseke-Calendar)                 | Howy Parkins | Mark Seidenberg                                 | Roger Dondis, Steve Loter                                        | 3 січня 2011                                | 303       |
| The wind blows away the pages from Minnie's daily calendar, so it's up to Mickey, Pluto and Goofy to help collect them and put them back for her while Daisy and Donald stay at the clubhouse to make sure nothing blows away. |                    |                                                                         |              |                                                 |                                                                  |                                             |           |
| 82 | 15                 | «Плуто подає лапу допомоги» (англ. Pluto Lends a Paw)                   | Howy Parkins | Ashley Mendoza                                  | Dave Bennett, Dave Williams                                      | 14 лютого 2011                              | 316       |
| Mickey and Pluto help Minnie search for her missing cat, Figaro after he wanders away from the clubhouse. |                    |                                                                         |              |                                                 |                                                                  |                                             |           |
| 83 | 16                 | «Бан-тик Мінні» (англ. Minnie's Bow-tique)                              | Donovan Cook | Don Gillies                                     | Larry Leker, Chris Otsuki                                        | 9 лютого 2010 (DVD) 28 лютого 2011 (ТБ)     | 309       |
| Minnie opens a boutique filled with a variety of bows and bow-ties. |                    |                                                                         |              |                                                 |                                                                  |                                             |           |
| 84 | 17                 | «Маскарад Мінні» (англ. Minnie's Masquerade)                            | Howy Parkins | Ashley Mendoza                                  | Tony Craig, Rossen Varbanov                                      | 11 квітня 2011                              | 325       |
| Minnie plans a masquerade ball, where the Clubhouse friends can dress up in their favorite costumes. |                    |                                                                         |              |                                                 |                                                                  |                                             |           |
| 85 | 18                 | «Гігантська пригода Ґуфі» (англ. Goofy's Giant Adventure)               | Howy Parkins | Don Gillies                                     | Tony Craig, Kirk Van Wormer                                      | 9 травня 2011                               | 305       |
| Goofy searches for a magical elixir (bubbly water) to cure Willie the Giant's stomachache and meets some enchanting fairy-tale characters along the way. |                    |                                                                         |              |                                                 |                                                                  |                                             |           |
| 86 | 19                 | «Клуб Дональда» (англ. Donald's Clubhouse)                              | Donovan Cook | Mark Seidenberg                                 | Bob Foster, Roy Meurin                                           | 9 червня 2011                               | 315       |
| Donald takes care of the clubhouse while Mickey goes to the Moo-Mart to help Clarabelle, Minnie, and Daisy catch her moo-muffins after she accidentally add jumping beans and it quickly turns into a disaster area when he and Goofy make a huge mess just before Mother Goose Clarabelle is to visit. |                    |                                                                         |              |                                                 |                                                                  |                                             |           |
| 87 | 20                 | «Мікі грає в „Розкажи і покажи“» (англ. Mickey's Show and Tell)         | Donovan Cook | Bobs Gannaway                                   | Dave Bennett, Dave Williams                                      | 16 листопада 2010 (DVD) 24 червня 2011 (ТБ) | 321       |
| Martian Mickey visits the clubhouse for a "Show-and-Tell with Shapes" presentation. |                    |                                                                         |              |                                                 |                                                                  |                                             |           |
| 88 | 21                 | «Рибна історія Мікі» (англ. Mickey's Fishy Story)                       | Howy Parkins | Kevin D. Campbell                               | Larry Leker, Chris Otsuki                                        | 29 липня 2011                               | 314       |
| Mickey and his friends travel to the jungle to find a "swimming friend" for Daisy's pet goldfish Goldy. |                    |                                                                         |              |                                                 |                                                                  |                                             |           |
| 89 | 22                 | «Космічна пригода» (англ. Space Adventure)                              | Donovan Cook | Kevin D. Campbell, Don Gillies, Mark Seidenberg | Tony Craig, Kirk Hanson, Chris Otsuki, Rossen Varbanov           | 12 вересня 2011                             | 330–331   |
| Mickey and his friends travel into space to search for intergalactic treasure. Note 1: This is the first episode where the Hot Dog Dance is done somewhere else other than the clubhouse. Note 2: This episode was dedicated to character designer Dana Landsberg, who died in 2009. |                    |                                                                         |              |                                                 |                                                                  |                                             |           |
| 90 | 23                 | «Дівчачий загін» (англ. The Go-Getters)                                 | Donovan Cook | Ashley Mendoza                                  | Roger Dondis, Steve Loter                                        | 26 вересня 2011                             | 312       |
| Detective Minnie, Secret Spy Daisy, and Captain Clarabelle round up a group of baby chicks that running loose in a park. |                    |                                                                         |              |                                                 |                                                                  |                                             |           |
| 91 | 24                 | «Ґуфі пропав» (англ. Goofy's Gone)                                      | Donovan Cook | Don Gillies                                     | Bob Foster, Roy Meurin                                           | 24 жовтня 2011                              | 326       |
| Detective Minnie, Secret Spy Daisy, and Captain Clarabelle search for Goofy when he goes missing. |                    |                                                                         |              |                                                 |                                                                  |                                             |           |
| 92 | 25                 | «Ґуфі няньчиться» (англ. Goofy Babysitter)                              | Howy Parkins | Mark Seidenberg, Ashley Mendoza                 | Kelly James, Steve Loter                                         | 7 листопада 2011                            | 329       |
| Goofy babysits when Mickey, Minnie, Pluto, Daisy and Donald are accidentally turned into toddlers by Professor Von Drake's time machine. |                    |                                                                         |              |                                                 |                                                                  |                                             |           |
| 93 | 26                 | «Історія Плуто» (англ. Pluto's Tale)                                    | Donovan Cook | Ashley Mendoza                                  | Dave Bennett, Kirk Hanson, Dave Williams                         | 20 січня 2012                               | 320       |
| Pluto is a brave prince who is trying to rescue a princess from a wizard's castle. |                    |                                                                         |              |                                                 |                                                                  |                                             |           |
| 94 | 27                 | «Думальна шапка Ґуфі» (англ. Goofy's Thinking Cap)                      | Howy Parkins | Kevin D. Campbell                               | Kelly James, Steve Loter                                         | 9 березня 2012                              | 324       |
| Clarabelle Cow plans a scavenger hunt and Professor Von Drake lets Goofy borrow his new invention to help everyone figure out the clues. |                    |                                                                         |              |                                                 |                                                                  |                                             |           |
| 95 | 28                 | «Квіткова злива Мінні і Дейзі» (англ. Minnie and Daisy's Flower Shower) | Howy Parkins | Kelly Ward                                      | Dave Bennett, Dave Williams                                      | 2 квітня 2012                               | 327       |
| Minnie and Daisy host a flower show for their friends. |                    |                                                                         |              |                                                 |                                                                  |                                             |           |
| 96 | 29                 | «Принц Піт дрімає» (англ. Prince Pete's Catnap)                         | Howy Parkins | Ashley Mendoza                                  | Bob Foster, Roy Meurin, Rossen Varbanov                          | 4 травня 2012                               | 329       |
| Prince Pete experiences trouble falling asleep, so the Clubhouse friends pitch in to help him. |                    |                                                                         |              |                                                 |                                                                  |                                             |           |
| 97 | 30                 | «Слухаюсь, капітане Мікі» (англ. Aye, Aye, Captain Mickey)              | Howy Parkins | Kelly Ward                                      | Larry Leker, Chris Otsuki                                        | 15 червня 2012                              | 318       |
| The Sensational Six board Professor Von Drake's new submarine to retrieve Mickey's lucky coin. |                    |                                                                         |              |                                                 |                                                                  |                                             |           |
| 98 | 31                 | «Дональд — квочка» (англ. Donald Hatches an Egg)                        | Donovan Cook | Don Gillies                                     | Kelly James, Steve Loter                                         | 13 липня 2012                               | 317       |
| Donald cares for a lost egg, while his friends search for its family. |                    |                                                                         |              |                                                 |                                                                  |                                             |           |
| 99 | 32                 | «Золотий Кокоціпа» (англ. The Golden Boo-Boo)                           | Howy Parkins | Don Gillies                                     | Bob Foster, Roy Meurin                                           | 28 вересня 2012                             | 323       |
| Mickey and Daisy are dressed as detectives and, with the help of Minnie, Goofy, Donald, Professor Von Drake, and Clarabelle, they are on a mission to search for the golden statue of Boo Boo Chicken, before Pete gets to it first. Note: This is the last episode that Wayne Allwine voices Mickey Mouse. |                    |                                                                         |              |                                                 |                                                                  |                                             |           |

### Сезон 4 (2012—2016)
Після смерті Вейна Оллвайна, озвучування Мікі Мауса бере на себе Брет Іван.
| № серії (загалом) | № серії (в сезоні) | Назва серії                                                          | Режисер(и)     | Сценарист(и)         | Розкадровник(и)                                                                                            | Оригінальна дата показу                   | Код серії | Глядачів США (млн) |
| --- | ------------------ | -------------------------------------------------------------------- | -------------- | -------------------- | --- | ----------------------------------------- | --------- | ------------------ |
| 100 | 1                  | «Мікі з Дональдом на фермі» (англ. Mickey and Donald Have a Farm)    | Donovan Cook   | Mark Seidenberg      | Roger Dondis, Kirk Hanson, Thomas Morgan                                                                   | 5 листопада 2012                          | 401       | 1.80               |
| Mickey and his pals set out to rescue all of the missing animals from the Clubhouse Farm. |                    |                                                                      |                |                      | |                                           |           |                    |
| 101 | 2                  | «У пошуках кришталевого Мікі» (англ. Quest for the Crystal Mickey)   | Donovan Cook   | Don Gillies          | Roger Dondis, Kirk Hanson, Tom Morgan                                                                      | 8 березня 2013                            | 405       | 2.30               |
| Pete snatches the Crystal Mickey statue from the clubhouse and it's up to the Sensational Six to find it. Otherwise, the clubhouse will disappear. |                    |                                                                      |                |                      | |                                           |           |                    |
| 102 | 3                  | «Хвостик Дейзі» (англ. Daisy's Pony Tale)                            | Phil Weinstein | Ashley Mendoza       | Dave Bennett, Dave Williams                                                                                | 5 квітня 2013                             | 406       | 2.05               |
| Professor Von Drake's new invention makes Daisy's ponytail grow long. |                    |                                                                      |                |                      | |                                           |           |                    |
| 103 | 4                  | «Фермерський ярмарок Мікі» (англ. Mickey's Farm Fun Fair)            | Phil Weinstein | Mark Seidenberg      | Eugene Salandra, Rossen Varbanov                                                                           | 16 серпня 2013                            | 404       | 2.06               |
| Mickey hosts a farm fun fair with many fun games. |                    |                                                                      |                |                      | |                                           |           |                    |
| 104 | 5                  | «Чарівник країни Дзиз» (англ. The Wizard of Dizz!)                   | Donovan Cook   | Ashley Mendoza       | Dave Bennett, Holly Forsyth, Kirk Hanson, Broni Likomanov, Douglas McCarthy, Tom Morgan, Andrei Svislotski | 13 серпня 2013 (DVD) 20 вересня 2013 (TV) | 421–422   | 1.54               |
| Minnie and Pluto get swept up in a big wind and end up in the wonderful world of Dizz. And they need to get back to the clubhouse for the "Clubhouse Day" party. |                    |                                                                      |                |                      | |                                           |           |                    |
| 105 | 6                  | «Супер-пригода!» (англ. Super Adventure!)                            | Donovan Cook   | Thomas Hart          | Troy Adomitis, Robert Kline, Mike Kunkel, Tom Morgan                                                       | 18 жовтня 2013                            | 503–504   | 1.66               |
| Professor Von Drake uses a machine he invented to turn the Clubhouse Gang into Clubhouse Heroes after Mickey discovers a villain named Megamort, who later reveals himself as Mortimer Mouse. |                    |                                                                      |                |                      | |                                           |           |                    |
| 106 | 7                  | «Таємниця Мікі» (англ. Mickey's Mystery)                             | Donovan Cook   | Don Gillies          | Tony Craig, Carin-Anne Greco                                                                               | 4 листопада 2013                          | 407       | 1.68               |
| Kansas City Mickey returns to help the Clubhouse Team solve a mystery in the Hidden Jungle. |                    |                                                                      |                |                      | |                                           |           |                    |
| 107 | 8                  | «Салон домашніх тварин Мінні» (англ. Minnie's Pet Salon)             | Donovan Cook   | Шаблон:StoryTeleplay | Kirk Hanson, Douglas McCarthy, Tom Morgan                                                                  | 22 листопада 2013                         | 417       | 1.97               |
| Minnie and her friends prepare their pets for Pluto's All-Star Pet Show at Minnie's Pet Salon. |                    |                                                                      |                |                      | |                                           |           |                    |
| 108 | 9                  | «Мінні-люшка» (англ. Minnie-rella)                                   | Phil Weinstein | Ashley Mendoza       | Carole Holliday, Eugene Salandra, Rossen Varbanov                                                          | 14 лютого 2014                            | 412       | 2.35               |
| Minnie falls asleep while doing chores and has a dream that she is Minnie-rella! |                    |                                                                      |                |                      | |                                           |           |                    |
| 109 | 10                 | «Клуб Мікі Мауса грає рок» (англ. Mickey's Clubhouse Rocks)          | Phil Weinstein | Mark Seidenberg      | Lonnie Lloyd, Douglas McCarthy, Eugene Salandra, Rossen Varbanov                                           | 1 квітня 2014                             | 420       | 1.32[джерело?]     |
| Mickey and his friends join together for a Clubhouse battle of the bands. But Donald never had a chance to be in a band. |                    |                                                                      |                |                      | |                                           |           |                    |
| 110 | 11                 | «Дональд-молодший» (англ. Donald Jr.)                                | Phil Weinstein | Ashley Mendoza       | Dave Bennett, Dave Williams                                                                                | 6 червня 2014                             | 402       | 1.80               |
| On "Show Your Special Talent Day", Donald teaches Donald Jr. steps to a dance. But he's going to need some help from Mickey before the show starts. |                    |                                                                      |                |                      | |                                           |           |                    |
| 111 | 12                 | «Капітан Мікі» (англ. Sea Captain Mickey)                            | Phil Weinstein | Kelly Ward           | Dave Bennett, Dave Williams                                                                                | 18 липня 2014                             | 414       | 1.92               |
| Mickey and the gang hop into the Clubhouse Submarine and set out to find the "Big Something" at the bottom of Mickey Lake. |                    |                                                                      |                |                      | |                                           |           |                    |
| 112 | 13                 | «Піратська пригода Мікі» (англ. Mickey's Pirate Adventure)           | Donovan Cook   | Thomas Hart          | Troy Adomitis, Robert Klin, Mike Kunkel, Tom Morgan                                                        | 10 жовтня 2014                            | 505–506   | 1.44               |
| The Clubhousers are enjoying a day at the beach when a pirate named Peg Leg Pete delivers a note from Goofy's long lost Grandpappy, Captain Goof-Beard, asking for Goofy's and the gang's help in ensuring that Harmony-Chord Island, the musical isle where Goof-Beard lives, doesn't go completely out of tune and sink. |                    |                                                                      |                |                      | |                                           |           |                    |
| 113 | 14                 | «Веселий Маусдень Мікі» (англ. Mickey's Happy Mousekeday)            | Phil Weinstein | Mark Seidenberg      | Dave Bennett, Lonnie Lloyd                                                                                 | 18 листопада 2014                         | 418       | N/A                |
| It's Mickey's birthday, and for his birthday present, the Clubhouse Gang has organized fun activities for the big Mousekeday. |                    |                                                                      |                |                      | |                                           |           |                    |
| 114 | 15                 | «Зимове бант-шоу Мінні» (англ. Minnie's Winter Bow Show)             | Phil Weinstein | Шаблон:StoryTeleplay | Kurt Anderson, Dave Bennett, Douglas McCarthy, Rossen Varbanov                                             | 5 грудня 2014                             | 509–510   | 1.50               |
| While putting together for the Winter Bow Show, Minnie and her nieces, Millie and Melody get swept up in a big wind and end up at the Clubhouse North Pole. |                    |                                                                      |                |                      | |                                           |           |                    |
| 115 | 16                 | «Навколо світу» (англ. Around the Clubhouse World)                   | Donovan Cook   | Ashley Mendoza       | Holly Forsyth, Carole Holliday, Broni Likomanov, Andrei Svislotski                                         | 19 січня 2015                             | 415       | 2.32               |
| Mickey, Minnie and Pluto travel around the world to collect stamps for their special Clubhouse Passport. |                    |                                                                      |                |                      | |                                           |           |                    |
| 116 | 17                 | «Маусм'яч Мікі» (англ. Mickey's Mousekeball)                         | Donovan Cook   | Mark Drop            | Carin-Anne Greco, Lonnie Lloyd, Andrei Svislotski                                                          | 3 квітня 2015                             | 411       | 1.68               |
| Professor Von Drake shows the Clubhouse friends a high-tech new game, the Floatin' Fun-Time Mousekeball! But when the ball escapes, the game takes to the skies. |                    |                                                                      |                |                      | |                                           |           |                    |
| 117 | 18                 | «Новісінький Клуб Дональда» (англ. Donald's Brand New Clubhouse)     | Phil Weinstein | Mark Seidenberg      | Eugene Salandra, Rossen Varbanov                                                                           | 12 червня 2015                            | 416       | 1.61               |
| Donald complains everyone is in his way; Mickey and pals build a clubhouse. |                    |                                                                      |                |                      | |                                           |           |                    |
| 118 | 19                 | «Пригода Мікі з Маусприладом» (англ. Mickey's Mousekedoer Adventure) | Donovan Cook   | Don Gillies          | Roger Dondis, Kirk Hanson, Tom Morgan                                                                      | 26 червня 2015                            | 409       | 2.29               |
| The Mousekedoer malfunctions and needs to be fixed, so Professor Von Drake sends Mickey, Goofy, Donald, and Toodles inside the Mousekedoer to fix it. |                    |                                                                      |                |                      | |                                           |           |                    |
| 119 | 20                 | «Монстр мюзикл Мікі» (англ. Mickey's Monster Musical)                | Phil Weinstein | Ashley Mendoza       | Kurt Anderson, Dave Bennett, Douglas McCarthy, Rossen Varbanov                                             | 9 жовтня 2015                             | 507–508   | 1.87               |
| Mickey, Minnie, and Pluto offer to help Count Mickula find out what is haunting his castle after Mickey's Toon Car breaks down. |                    |                                                                      |                |                      | |                                           |           |                    |
| 120 | 21                 | «Поп-зірка Мінні» (англ. Pop Star Minnie)                            | Donovan Cook   | Шаблон:StoryTeleplay | Holly Forsyth, Carole Holliday, Broni Likomanov, Andrei Svislotski                                         | 11 листопада 2015                         | 419       | 1.49               |
| Minnie gets to sing at Mistletoe Mountain with the help of her friends, but all the instruments are missing and have been taken by Pete. |                    |                                                                      |                |                      | |                                           |           |                    |
| 121 | 22                 | «Ґуфі — харчовоз» (англ. Chef Goofy On The Go)                       | Phil Weinstein | Mark Drop            | Eugene Salandra, Rossen Varbanov                                                                           | 19 лютого 2016                            | 408       | 1.71               |
| Mickey and his friends help Goofy serve up deliveries from his "Chef Goofy On The Go" lunch truck. |                    |                                                                      |                |                      | |                                           |           |                    |
| 122 | 23                 | «По-міч-ник» (англ. Oh Toodles)                                      | Phil Weinstein | Ashley Mendoza       | Dave Bennett, Dave Williams                                                                                | 6 травня 2016                             | 410       | 1.29               |
| Professor Von Drake can only finish his invention when he gets back four special tools that he has lent. So Mickey and Toodles went on a quest to get them back. |                    |                                                                      |                |                      | |                                           |           |                    |
| 123 | 24                 | «Спортафон Мікі» (англ. Mickey's Sport-Y-Thon)                       | Donovan Cook   | Don Gillies          | Roger Dondis, Kirk Hanson, Tom Morgan                                                                      | 22 серпня 2016                            | 413       | N/A                |
| Mickey and his friends are preparing for their own marathon of sports games and the winners each receive a medal. But when a spaceship lands, they find themselves competing against Martian Mickey and Martian Minnie. The other world visitors will have to learn how to play fair to play a nice, clean game.           |                    |                                                                      |                |                      | |                                           |           |                    |
| 124 | 25                 | «Чаювання у марсіанської Мінні» (англ. Martian Minnie's Tea Party)   | Donovan Cook   | Don Gillies          | Tony Craig, Carin-Anne Greco                                                                               | 14 жовтня 2016                            | 403       | 1.33               |
| Martian Minnie is planning a tea party on Mars. Clearly, Minnie is giving her extraterrestrial friend a hand. |                    |                                                                      |                |                      | |                                           |           |                    |
| 125 | 26                 | «Казка Ґуфі» (англ. A Goofy Fairy Tale)                              | Phil Weinstein | Ashley Mendoza       | Dave Bennett, Holly Forsyth, Eugene Salandra, Rossen Varbanov                                              | 6 листопада 2016                          | 501–502   | 1.68               |
| In the series finale of Mickey Mouse Clubhouse, Goofy's magic trick accidentally makes all of the bedtime stories disappear from the clubhouse and he must find a way to bring them back. |                    |                                                                      |                |                      | |                                           |           |                    |